# Rakytník (wieś)
Rakytník (węg. Rakottyás) – wieś (obec) na Słowacji położona w kraju bańskobystrzyckim, w powiecie Rymawska Sobota. Pierwsze wzmianki o miejscowości pochodzą z roku 1451. 
Według danych z dnia 31 grudnia 2012, wieś zamieszkiwało 309 osób, w tym 167 kobiet i 142 mężczyzn.
W 2001 roku pod względem narodowości i przynależności etnicznej 12,18% mieszkańców stanowili Słowacy, a 87,82% Węgrzy.
Ze względu na wyznawaną religię struktura mieszkańców kształtowała się w 2001 roku następująco:
- Katolicy rzymscy – 26,05%
- Ewangelicy – 2,94%
- Ateiści – 1,68%